# Venice Basketball League
La Venice Basketball League  (ou VBL) est la principale ligue de streetball. Créée en 2006 sous le nom de Sunshine Tournament , la ligue est renommée VBL en 2007. 

## Histoire

### Création et débuts
La Venice Basketball League est fondé en 2006 par le français Nicolas Gaillard alias Nick Ansom.
En 2008, le tournoi devient une ligue, avec dix équipes qui se rencontrent lors de matchs organisés tout au long de l’année.

## Palmarès

### Champions VBL
- 2006:
- 2007:
- 2008:
- 2009:
- 2010:
- 2011:
- 2012:
- 2013:
- 2014:
- 2015:
- 2016: